# Awaryjne lądowanie promu kosmicznego
Do awaryjnego lądowania wahadłowca nie są potrzebne prawie żadne urządzenia naziemne, z wyjątkiem drogi startowej najlepiej o długości 4,5 km. Większość wojskowych i międzynarodowych lotnisk cywilnych jest zdolna przyjąć powracający z orbity prom kosmiczny. Na niektórych lotniskach rozmieszczone są środki ułatwiające nieco pilotom lądowanie na nieznanym terenie. Są to światła zmieniające barwę z czerwonej na białą i odwrotnie oraz 40 galonów białej farby. Personel lotniska może namalować nią na pasie trójkąt równoramienny, który z kabiny wahadłowca jest widoczny jako równoboczny, gdy kąt podejścia do lądowania jest prawidłowy.
Podczas każdego lotu jest przygotowana ośmioosobowa ekipa zaopatrzona w odpowiednie dokumenty podróży i wyposażona w podstawowy sprzęt odbiorczy. Do awaryjnego miejsca lądowania przewożeni są w ciągu kilku godzin samolotem transportowym Lockheed C-5 Galaxy. Pierwszej pomocy lądującej załodze udziela jednak znajdujący się na miejscu, przeszkolony personel wojskowy i dyplomatyczny. Dopiero później samolotem Lockheed C-141 Starlifter jest przerzucany specjalistyczny, dwustuosobowy personel, a kompletny sprzęt odbiorczy jest dostarczony koleją lub drogą morską. Dodatkowo, ale tylko podczas lotów próbnych Columbii, w gotowości utrzymywano trzy śmigłowce ze spadochroniarzami przeszkolonymi w ratowaniu załogi i obsłudze orbitera oraz samolot Lockheed C-130 Hercules mogący zrzucić skoczków w miejsca nieosiągalne dla śmigłowców.

## Lotniska zdolne przyjąć powracający z orbity prom kosmiczny
1. Centrum Kosmiczne Johna F. Kennedy’ego
2. Vandenberg Air Force Base
3. Edwards Air Force Base
4. White Sands Missile Range
5. Międzynarodowy port lotniczy w Dakarze w Senegalu
6. Baza lotnicza Rota w Hiszpanii
7. Baza lotnicza Ben Guerir w Maroku
8. Baza lotnicza Kadena w Omikawie w pobliżu Japonii
9. Port lotniczy Mataveri na Wyspie Wielkanocnej (Chile)
10. Baza Hickam AFB w Honolulu (Hawaje)
11. Baza lotnicza Eielson AFB na Alasce
12. Port lotniczy Grand Country w stanie Waszyngton
13. Baza Moses Lake AFB w Kalifornii
14. Port lotniczy Papeete na Tahiti
15. Baza lotnicza na atolu Hao (Polinezja Francuska)
16. Port lotniczy w Rio Gallegos w Argentynie
17. Baza Piechoty Morskiej Cherry Point w stanie Karolina Północna
18. Baza Homestead AFB na Florydzie
19. Międzynarodowy port lotniczy w Orlando na Florydzie
20. Międzynarodowy Port Lotniczy w Miami na Florydzie
21. Port lotniczy w Nassau na Wyspach Bahama
22. Port lotniczy w Saint Dominique w Dominikanie
23. Baza Royal Air Force w Brize-Norton w Wielkiej Brytanii
24. Baza Royal Air Force RAF Fairford w Wielkiej Brytanii
25. Międzynarodowy port lotniczy Bonn-Kolonia w Niemczech
26. Port lotniczy Lajes Field (Lajes Air Base) na Azorach (Portugalia)
27. Port lotniczy Gran Canaria na Wyspach Kanaryjskich (Hiszpania)
28. Port lotniczy Amilcar Cabral na Wyspach Zielonego Przylądka
29. Port lotniczy w Kinszasie w Zairze
30. Port lotniczy w Hoedspruit w RPA
31. Port lotniczy w Diego Garcia na Wyspach Czagos
32. Port lotniczy Rijad w Arabii Saudyjskiej
33. Port lotniczy w Suda Bay na Krecie w Grecji
34. Port lotniczy Keflavík na Islandii
35. Port lotniczy Shannon w Irlandii
36. Port lotniczy Diyarbakır w Turcji
37. Port lotniczy Ankara w Turcji
38. Baza Guam AFB na Marianach
39. Port lotniczy w Darwin w Australii
40. Port lotniczy w Sydney w Australii